# Émile Turlant
Émile Turlant, né le 1er avril 1904 à Moulins et mort le 15 septembre 2013 à Varennes-Vauzelles, est le doyen masculin des Français du 21 août 2012 au 15 septembre 2013.

## Biographie
À la fin des années 1920, il monte à Paris pour travailler dans une usine de confection de parachutes, puis entre à la RATP. En 1932, il se marie à Lucienne Cret-Martin, une couturière. Il n'aura pas d'enfants avec elle, selon ses propres dires, par manque de temps libre. Elle mourra en 1992.
Il est mobilisé pendant la Seconde Guerre mondiale, mais n'est pas appelé à se battre.
À la cinquantaine, Turlant prend sa retraite. Il s'installe alors à Beaumont-la-Ferrière dans la Nièvre, où il vit seul jusqu'à 92 ans, quand il décide de rentrer dans une maison de retraite en raison des difficultés rencontrées pour gérer son quotidien.
En 2012 et 2013, il aime fêter ses 108 et 109e anniversaires où il boit du vin et mange du gâteau. 
Tout au long de sa vie, Émile Turlant a toujours mangé les légumes de son jardin, il était rarement malade et n'a jamais subi d'opération chirurgicale. Turlant a traversé la Première Guerre mondiale, la Grande Dépression, la Seconde Guerre mondiale et connu la fin des Troisième et Quatrième République, la Guerre froide et la naissance d'Internet entre autres.
Il meurt le 15 septembre 2013 à Varennes-Vauzelles au centre de cure de Pignelin où il résidait depuis 1996.